# Kleine schorseneer
De kleine schorseneer (Scorzonera humilis) is een vaste plant die behoort tot de composietenfamilie (Asteraceae). De plant komt van nature voor in Europa en de Kaukasus. In Nederland komt de plant voor in Gelderland en Drenthe. Ze staat op de Nederlandse Rode lijst van planten als zeer zeldzaam en sterk afgenomen. Deze plant is sinds 1 januari 2017 wettelijk beschermd in het kader van de Wet Natuurbescherming.
De kleine schorseneer onderscheidt zich van de grote schorseneer (Scorzonera hispanica) door de stompe omwindselblaadjes en de gladde nootjes, ook de buitenste.
De plant wordt 5-50 cm hoog en heeft een raapvormige wortelstok. De stengels zijn hol. De rozetbladeren zijn lancetvormig.
De kleine schorseneer bloeit in mei en juni met gele lintbloemen in hoofdjes. Per plant komt één en soms komen drie hoofdjes voor. De omwindselblaadjes zijn stomp en het omwindsel is half zo lang als de buitenste lintbloemen. Voor de bloei zijn de hoofdjes knikkend.
De vrucht is een glad nootje met vruchtpluis, dat bestaat uit bruinwitte, geveerde haren. De gladde en gegroefde zaden zijn tot bijna 1 cm lang.

## Ecologie
Het is een plant van droge, oligotrofe grond in (vergraste) heidevelden. 

### Plantengemeenschap
Kleine schorseneer is een kensoort voor het verbond van heischrale graslanden (Violion caninae).
Het is tevens een indicatorsoort voor het vochtig schraalgrasland (hm), een karteringseenheid in de Biologische Waarderingskaart (BWK) van Vlaanderen en het Brussels Hoofdstedelijk Gewest.

## Namen in andere talen
- Duits: Kleine Schwarzwurzel
- Engels: Dwarf Viper's-grass
- Frans: Scorsonère des prés, Scorsonère peu élevé